# 嘉義縣私立弘德高級工商職業學校
弘德學校財團法人嘉義縣弘德高級工商職業學校，簡稱弘德工商，是一所位於嘉義縣朴子市的私立高職。因為受到少子化的影響，該校於2019年7月12日停辦。

## 校史
- 1995年，增設實用技能班、國中技藝班。
- 1996年，設立補校。增設電子科、資訊科、水電科、資料處理科、商業美容科、美容科建教班、高中部普通體育班。
- 1998年，增設汽車科。
- 1999年，度水電科調為電機科。增設高職特教班綜合職能科。
- 2000年，電子科調整為餐飲管理科。普通科體育班調為綜合高中。實用技能班水電技術科調為美髮技術科。
- 2002年，增設幼保科。
- 2012年1月，更名為弘德學校財團法人嘉義縣弘德高級工商職業學校。
- 2019年7月12日，該校董事會決議退場停招，預計將轉型為長照及日照中心[2]。

## 外部連結
- 弘德高級工商職業學校